# لی جون هو (ژیمناست)
لی جون هو (کره‌ای: 이준호؛ زادهٔ ۲۲ اکتبر ۱۹۹۵) ژیمناست هنری اهل کره جنوبی است.

## اوایل زندگی
لی زادهٔ سال ۱۹۹۵ در سئول، کره جنوبی است. او ژیمناستیک را از سن ۱۰ سالگی آغاز کرد.